# Joralf Gjerstad
Joralf Gjerstad (Snåsa, 11 de abril de 1926-18 de junio de 2021) fue un sanador psíquico noruego. Joralf Gjerstad recibió la Medalla al Mérito del Rey en plata en 2001.  

## Biografía
Nació en Snåsa y fue conocido como «el hombre de manos cálidas», "Snåsamannen" (Snåsa Man) o localmente "Snåsakaill'n".
Joralf Gjerstad afirmó que su supuesta capacidad para curar a la gente provenía de su fe cristiana, y que no era el único de su familia con poderes psíquicos. Una biografía de él escrita por Ingar Sletten Kolloen, publicada en 2008, se convirtió en un éxito de ventas en Noruega. 
Trabajó como asistente de control en una granja lechera durante veinticinco años y para la iglesia de Snåsa durante dieciséis años. Escribió varios libros de historia local junto con muchas biografías. También fue un político local y ocupó el puesto de teniente de alcalde del Partido Laborista en Snåsa. 
Fue uno de los principales fundadores del "Fondo de ayuda de Marthe y Joralf", que financia organizaciones que realizan eventos al aire libre para personas con discapacidad en Nord-Trøndelag.
También investigó la emigración de Snåsa a América. La conexión entre Snåsa y St. Olaf College en Minnesota (donde uno de los fundadores, Bernt Julius Muus, vino de Snåsa) se estableció a través de él.
Recibió la medalla de plata al mérito del rey en 2001 y un documental "Kjenner du varmen?" sobre sus habilidades fue creado y mostrado en NRK (Norwegian Broadcasting Corporation) en 2006. En honor a su trabajo, la Fundación Gjerstad decidió renovar la casa de su infancia y la convirtió en un museo. También hay un museo con información sobre Joralf y su vida en el Snåsa Hotel.
Se negó a ser probado por científicos y otros expertos. Destacados científicos e investigadores noruegos expresaron escepticismo sobre sus afirmaciones y la cobertura acrítica de él en la prensa noruega. El principal escéptico James Randi le ofreció a Gjerstad un premio de un millón de dólares si podía demostrar sus habilidades en condiciones controladas.
Gjerstad murió en junio de 2021 a la edad de 95 años.

## Libros
- Joralf Gjerstad: Snåsninger og andre nordmenn i Vesterled, 1998, ISBN 82-994825-1-8
- Joralf Gjerstad: Det godes vilje: minner fra liv og virke, 2004, ISBN 978-82-92305-07-2
- Joralf Gjerstad: Å stå i lyset, 2006, ISBN 978-82-92577-17-2
- Ingar Sletten Kolloen: Snåsamannen, 2008